# Woodlawn (Kentucky)
Woodlawn es una ciudad ubicada en el condado de Campbell en el estado estadounidense de Kentucky. En el Censo de 2010 tenía una población de 229 habitantes y una densidad poblacional de 1.922,12 personas por km².

## Geografía
Woodlawn se encuentra ubicada en las coordenadas 39°5′29″N 84°28′21″O / 39.09139, -84.47250. Según la Oficina del Censo de los Estados Unidos, Woodlawn tiene una superficie total de 0.12 km², de la cual 0.12 km² corresponden a tierra firme y (0%) 0 km² es agua.

## Demografía
Según el censo de 2010, había 229 personas residiendo en Woodlawn. La densidad de población era de 1.922,12 hab./km². De los 229 habitantes, Woodlawn estaba compuesto por el 97.38% blancos, el 0.44% eran afroamericanos, el 0% eran amerindios, el 1.31% eran asiáticos, el 0% eran isleños del Pacífico, el 0% eran de otras razas y el 0.87% pertenecían a dos o más razas. Del total de la población el 0% eran hispanos o latinos de cualquier raza.